# Гамогма-Аргвети
Гамогма-Аргвети (груз. გამოღმა არგვეთი) — село в Грузии, на территории Сачхерского муниципалитета края (мхаре) Имеретия.

## География
Село находится в центральной части Грузии, к югу от реки Квирилы, на расстоянии приблизительно 4 километров (по прямой) к юго-юго-востоку от города Сачхере, административного центра муниципалитета.

## Население
По результатам официальной переписи населения 2014 года, в Гамогма-Аргвети проживал 631 человек (331 мужчина и 300 женщин). В национальной структуре населения грузины составляли 100 %.
| Год  | Население, человек |
| ---- | ------------------ |
| 2002 | 815                |
| 2014 | ↘ 631              |